# Elecciones municipales de Paraguay de 2015
Las  elecciones municipales de Paraguay de 2015 se celebraron el domingo 15 de noviembre. 
En cada distrito fueron elegidos un intendente y juntas municipales o ciudadanas según su población. 
Fueron ejecutadas en cada uno de los 250 distritos del país ubicados  en cada uno de los  departamentos y en la capital del país. 

## Información general
| Elecciones Municipales 15 de noviembre de 2015 | Elecciones Municipales 15 de noviembre de 2015 |
| ---------------------------------------------- | ---------------------------------------------- |
| Electores habilitados:                         | 3.947.574                                      |
| Locales de votación:                           | 1.075                                          |
| Mesas habilitadas:                             | 13.525                                         |
| Beneficiados con la Mesa Accesible:            | 3.548                                          |
| Voto en Casa:                                  | 196                                            |
| Distritos donde se eligen autoridades:         | 250                                            |

Los Padrones Nacionales serán compuestos por 300 electores por cada mesa
"El sufragio es derecho, deber y función pública del elector. Constituye la base del régimen democrático y representativo. Se funda en el voto universal, libre, directo, igual y secreto; en el escrutinio público y fiscalizado, y en el sistema de representación proporcional". (Constitución Nacional, Artículo 118. De los derechos y de los deberes políticos).
El municipio es la comunidad de vecinos con gobierno y territorio propios, que tiene por objeto el desarrollo de los intereses locales. El gobierno municipal es ejercido por la Junta Municipal, que es el órgano normativo, de control y deliberante, y la Intendencia Municipal es la que tiene a su cargo la administración general de la municipalidad.
Cada cinco años electores nacionales y extranjeros eligen por medio del sufragio a un Intendente Municipal y a los miembros de la Junta Municipal, esta última es elegida con igual número de suplentes de acuerdo a la ley y la Constitución Nacional. La ley Orgánica Municipal establece que los extranjeros con radicación definitiva tendrán los mismos derechos que los ciudadanos paraguayos, por tanto, pueden ser electores y elegidos para cargos municipales de su localidad. 
Intendente Municipal.
• El candidato a intendente municipal deberá reunir los requisitos establecidos en la Ley Orgánica Municipal y hallarse en ejercicio del derecho al sufragio pasivo.
• Los intendentes serán electos por mayoría simple de votos de los electores que forman parte del Padrón del distrito respectivo, y durarán cinco años en sus funciones. La elección se hará mediante boletín de voto, separado de aquel en que se vota para miembros de la Junta Municipal.
• Las incompatibilidades para el ejercicio del cargo son las establecidas en la Constitución Nacional y en el Código Electoral. El ejercicio de funciones de miembros de la Junta Municipal no constituye causal de inhabilidad para la designación como Intendente Municipal
• En caso de ausencia no justificada por más de treinta días, renuncia, inhabilitación o muerte de un intendente municipal, el presidente de la Junta Municipal asumirá interinamente las funciones de aquel y convocará a sesión de la misma, en la cual mediante el voto secreto de cada uno de sus miembros, se elegirá de entre los mismos un nuevo intendente municipal para completar el período, cualquiera sea el tiempo que haya transcurrido desde la elección.
• De no mediar contiendas judiciales, las autoridades electas en comicios municipales ordinarios, tomarán posesión de sus cargos treinta días después de realizadas las elecciones. El miembro de la Junta Municipal que figure a la cabeza de la lista proclamada presidirá la sesión de instalación de la nueva Junta que, en dicha ocasión, constituirá su mesa directiva.
• En el mismo día, el intendente municipal electo tomará posesión de su cargo ante la Junta Municipal.
• El intendente podrá ser reelecto en el cargo por una sola vez en el periodo inmediato siguiente, siempre que hubiera renunciado al cargo tres meses antes de la fecha convocada para las elecciones. Los miembros de las Juntas Municipales podrán ser reelectos.
Junta Municipal
• Las autoridades de la Junta Municipal serán electas mediante comicios que se realizarán en el distrito electoral correspondiente a cada municipio, basándose en listas de candidatos que contemplen la totalidad de los cargos a elegir, e integrada por el sistema proporcional establecido en el Código Electoral, y durarán cinco años en sus funciones.
• Los candidatos a miembros de las Juntas Municipales pueden ser ciudadanos paraguayos o extranjeros, inscripto en el Registro Cívico Permanente (RCP) y formar parte de los padrones respectivos, reunir los requisitos establecidos por la Ley "Orgánica Municipal" y hallarse en el ejercicio del derecho al sufragio pasivo.
• Los Intendentes Municipales o los que se hallaren desempeñando tales funciones por designación podrán ser candidatos a miembros de las Juntas Municipales siempre que hubieran renunciado al cargo tres meses de la fecha convocada para las elecciones.
Las Juntas Municipales se compondrán (Ley Municipal Nº3.966/10, Art. Nº 24)
En la Municipalidad de Asunción, de veinticuatro miembros titulares.
En las municipalidades de las capitales departamentales y en las que se hallen comprendidas en los Grupos Primero y Segundo, de doce miembros titulares.
En las municipalidades que se hallen comprendidas en los Grupos Tercero y Cuarto de nueve miembros titulares.
En todos los casos, se elegirá el mismo número de suplentes.

## Resultados
·De los concejales ciudadanos.(2015)
| Lista   | Siglas     | Partido                                                       | Votos     | %      | Bancas Titulares | %      |
| ------- | ---------- | ------------------------------------------------------------- | --------- | ------ | ---------------- | ------ |
| 1       | ANR        | Partido Colorado                                              | 864.323   | 38.72% | 1.366            | 57.74% |
| 2       | PLRA       | Partido Liberal Radical Auténtico                             | 612.132   | 27.42% | 798              | 30.23% |
| 2.ª     | APT        | Alianza Para Todos                                            | 5.865     | 0.26%  | 17               | 0.64%  |
| 7       | UNACE      | Unión Nacional de Ciudadanos Éticos                           | 75.956    | 3.40%  | 74               | 3.80%  |
| 8       | PPQ        | Partido Patria Querida                                        | 37.319    | 1.67%  | 31               | 1.17%  |
| 9       | PEN        | Partido Encuentro Nacional                                    | 20.522    | 1.64%  | 19               | 0.72%  |
| 40      | FG         | Frente Guasú                                                  | 99.053    | 4.44%  | 108              | 3.98%  |
| 99      | PPT        | Partido Popular Tekojoja                                      | 20.522    | 0.92%  | 19               | 0.64%  |
| 100     | PDP        | Partido Democrático Progresista (Paraguay)                    | 40.622    | 1.82%  | 33               | 1.25%  |
| ------- | --------   | Otras Alianzas, Movimientos,Partidos Menores y Concertaciones | 274.166   | 12.28% | 178              | 6.64%  |
| ------- | --------   | Votos en Blanco                                               | 48.318    | 2.16%  | ---              | ---    |
| ------- | --------   | Votos Nulos                                                   | 117.552   | 5.27%  | ---              | ---    |
| ------- | ---------- | TOTALES:                                                      | 2.322.420 | ---    | 2.640 (2015)     | ---    |